# Jan Swammerdam
Jan Swammerdam (* 12. Februar 1637 in Amsterdam; † 17. Februar 1680 ebenda) war ein niederländischer Anatom, Biologe und Naturforscher und gilt als Begründer der Präformationslehre.

## Leben

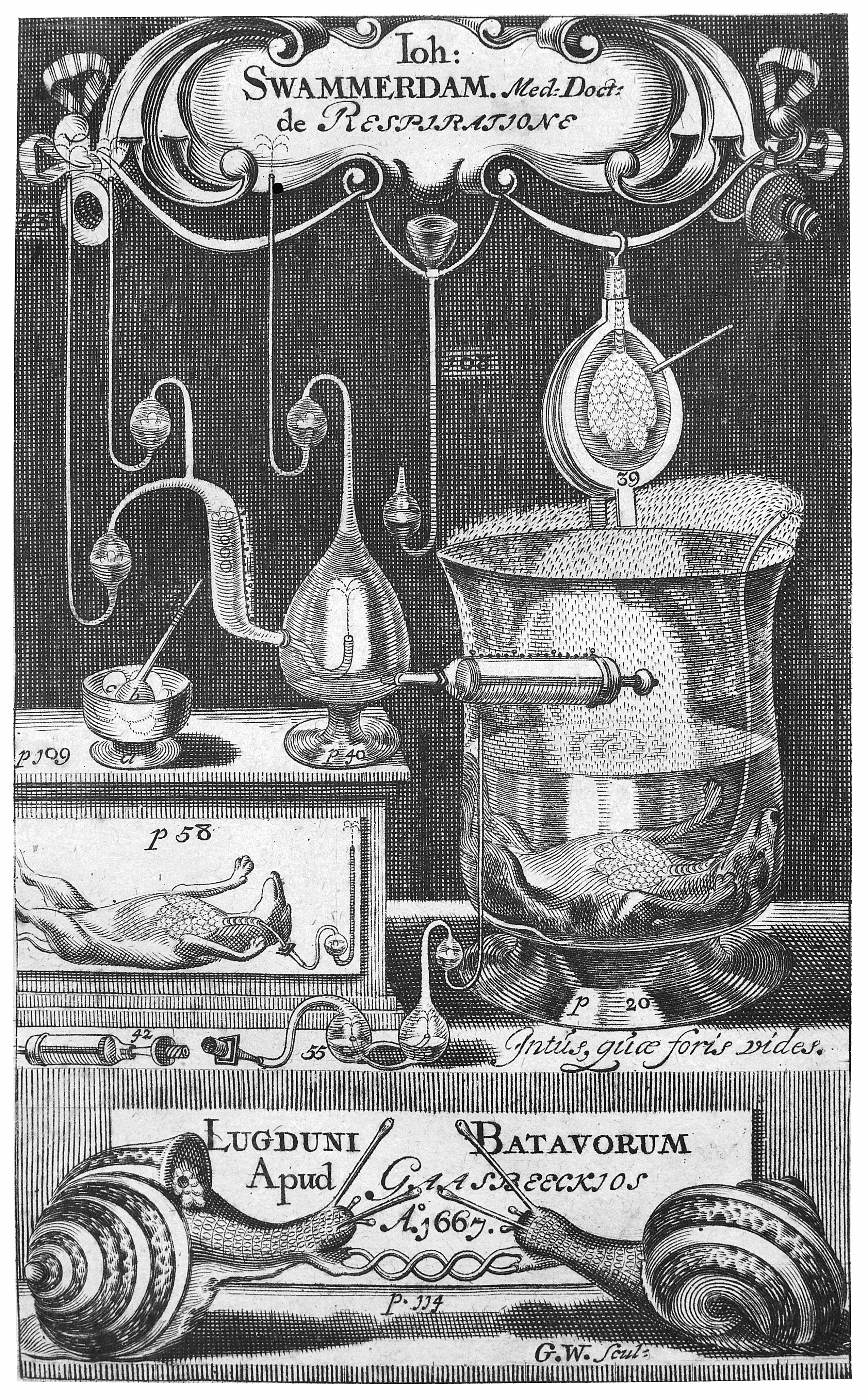
Frontispiz von De respiratione (2. Auflage, 1738)

Swammerdams Vater war Apotheker in Amsterdam und beschäftigte sich mit dem Sammeln von Münzen, Mineralien und Fossilien. Seine Mutter starb 1661. In ihrem Todesjahr begann Jan das Medizinstudium  an der Universität Leiden bei Franciscus Sylvius. Seine Kommilitonen waren u. a. Reinier de Graaf, Frederik Ruysch und Niels Steensen. 1664 ging er nach Saumur und Paris, wo er Kontakte zu den wohlhabenden Universalgelehrten Tanneguy Le Fèvre und Melchisédech Thévenot knüpfte, kehrte ein Jahr später zurück nach Leiden und Amsterdam und wurde 1667 mit De respiratione, einer Abhandlung über die Atmung, zum Dr. med. promoviert. Seinen Beruf als Arzt übte er jedoch nur aus, um damit seine Leidenschaft, die Insektenforschung, zu finanzieren. Als Arzt nahm er häufig Autopsien vor, wobei die Erkenntnisse daraus in seine anatomischen Forschungen einflossen. Hierzu nahm er auch Injektionen von Wachs in Blutgefäße von anatomischen Präparaten vor, um diese anschaulich darzustellen.
Von 1667 bis 1675 veröffentlichte er drei Abhandlungen zur Naturgeschichte der Insekten, die ihm hohes Ansehen einbrachten, jedoch auch Neid erweckte. Swammerdam führte mehrere Prozesse gegen ehemalige Studienfreunde, so stritt er mit Graaf um die Frage, wer die Ovarialfollikel zuerst entdeckte. Etwa zur selben Zeit erkrankte er an Malaria. Der Ausbruch des Französisch-niederländischen Krieges 1672 führte auch zum wirtschaftlichen Ruin der Familie Swammerdam.
Schon länger verfolgten Swammerdam Zweifel, die sich aus Widersprüchen seiner Forschungsergebnisse zur Bibel ergaben. 1675 reiste er zu der flämischen Mystikerin Antoinette Bourignon nach Schleswig und vernachlässigte eine Zeitlang seine Forschungsarbeit zugunsten spiritueller Erkenntnis. Selbst eine von seinem Studienfreund Niels Steensen vermittelte Einladung zu Herzog Cosimo III.  nach Florenz, der ihm 12000 Gulden bot, um dort seine Insektensammlung auszustellen und zu komplettieren, schlug er dafür aus. Seine Forschungen setzte er jedoch fort mit dem Ziel, in den kleinen Lebewesen den göttlichen Schöpfungsplan zu entdecken. Er starb mit 43 Jahren. 
Hermann Boerhaave erwarb 1727 seine hinterlassenen Manuskripte. 1737/38 erschienen sie zweisprachig unter dem Titel Bybel der natuure / Biblia naturae. Die lateinische Übersetzung stammt von Hieronymus David Gaub.

## Forschung

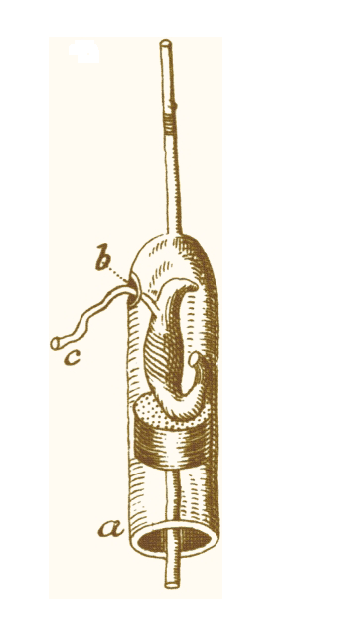
Das Modell eines Froschmuskels von 1658, mit dem er den jahrtausendealten Glauben, Muskeln würden durch Flüssigkeitsfüllung über Nerven zur Kontraktion gebracht werden, widerlegte, seiner Forschung aber selbst nicht Glauben schenkte.

Swammerdam gehörte zu den ersten Forschern, die das Mikroskop verwendeten. Er stand dabei im Austausch mit seinen Landsmännern Antoni van Leeuwenhoek und Christiaan Huygens. Bereits 1658 beschrieb er als erster Mensch die von ihm unter dem Mikroskop entdeckten (roten) Blutkörperchen in Frosch-Serum (Seine Entdeckung wurde jedoch erst später bekannt, nachdem auch Marcello Malpighi die Entdeckung der roten Blutkörperchen bekanntgegeben hat).
Bis zur Erfindung der Mikroskope galten Insekten als zu unwichtig, um klassifiziert zu werden. Ein Großteil seiner entomologischen Arbeit besteht daher in einer Systematik, womit er die Grundlage für weitere Forscher legte. Swammerdams mikroskopische Untersuchungen von Insekten zeigten auch, dass Insekten anders als bis dahin angenommen nicht in Spontanzeugung aus Schlamm o. Ä. entstanden, sondern sich wie alle anderen Tiere auch entwickeln. Er erkannte, dass die Königin das einzige fortpflanzungsfähige Weibchen des Bienenvolkes ist und stellte fest, dass die Metamorphose der Insekten nichts anderes ist als Entfaltung und Wachstum bereits vorhandener Anlagen.
Weitere wichtige Studien befassen sich mit dem Lebenszyklus der Frösche und mit dem Bau der weiblichen Geschlechtsorgane des Menschen. Dabei konnte Swammerdam „nachweisen“, dass alles Leben aus einem Ei kommt; das menschliche Ei in Form der Eizelle blieb ihm als Entdeckung des 19. Jahrhunderts jedoch verborgen. Er postulierte mit seiner Forschung außerdem die Präformationslehre, die Lehre von der Vorherbestimmtheit aller Lebensformen, die die seit Aristoteles wirkenden epigenetischen Vorstellungen ablöste, nach denen der Embryo sich nach und nach mit seinen verschiedenen Teilen aus der anfänglich ungeformten Masse beider Elternteile entwickelt. Während diese auch im Mittelalter respektierte antike Vorstellung der modernen Embryonalentwicklung wesentlich näher war, besagte Swammerdams präformistische Position, die sich in den folgenden zwei Jahrhunderten durchsetzte, dass alle zukünftigen Menschen im Keim schon im ersten Ei, also dem von Eva, ineinander verschachtelt vorhanden gewesen wären. Demnach wäre das Kind einer Frau schon in ihrem Ei als Miniatur (Homunkulus) fertig ausgebildet, während der Mann nur mechanische Funktion übernähme, so dass Swammwerdam zu den Ovisten der Präformationslehre zu zählen ist. Darüber hinaus stammt von ihm eine Äußerung, die den Grundgedanken von Darwins 200 Jahre später formulierten Abstammungslehre vorwegnahm: Aufgrund der organischen Ähnlichkeit aller Tiere fragte er, ob man „in gewisser Weise annehmen könne, Gott habe nur ein einziges Tier geschaffen, das sich in eine unendliche Anzahl von Sorten und Arten aufgegliedert hat.“
Swammerdam gilt auch als der Erste, der das Phänomen beschrieb, dass Muskeln bei der Kontraktion nicht wie von Galen überliefert an Volumen zunehmen. Dabei glaubte er jedoch nicht dem Augenschein, sondern Descartes’ Hypothese eines „Nervenspiritus“, der vom Gehirn über die Nerven in die Muskeln fließe und diese weite. Seine dafür entwickelte Methode, einzelne Froschmuskeln zu isolieren, wurde noch Jahrhunderte später angewandt.

## Ehrungen
Nach Swammerdam ist die Schmetterlingsgattung Swammerdamia benannt. Der Asteroid (13669) Swammerdam wurde im Juli 2013 nach ihm benannt.

## Schriften (Auswahl)
- Tractatus physico-an-atomico-medicus de respiratione usuque pulmonum. Leiden 1667 (Digitalisat).
  - 2. Auflage, Leiden 1738 (Digitalisat).
- Historia insectorum generalis, ofte algemeene verhandeling van de bloedeloose dierkens. Utrecht 1669 (Digitalisat).
- Miraculum naturae sive uteri muliebris fabrica, notis in D. Joh. van Horne prodromum illustrata, & tabulis […] adumbrata. Adjecta est nova methodus, cavitates corporis ita præparandi, ut suam semper genuinam faciem servent […]. Leiden (bei Severinus Matthaei) 1672 (urn:nbn:de:hbz:061:1-24047).
- Ephemeri vita. Of, Afbeeldingh van ’s menschen leven, vertoont in de wonderbaarelijcke en nooyt gehoorde historie van het vliegent ende een-dagh-levent haft of oever-aas […]. Amsterdam 1675 (Digitalisat).
  - Ephemeri vita: Or the natural history and anatomy of the ephemeron, a fly that lives but five hours. London 1681 (Digitalisat) – übersetzt von Edward Tyson.
  - 2. Auflage, London 1774 (Digitalisat).
- Bybel der natuure, door Jan Swammerdam, Amsteldammer. Of Historie der insecten, tot zeekere zoorten gebracht: door voorbeelden, ontleedkundige onderzoekingen van veelerhande kleine gediertens, als ook door kunstige kopere plaaten opgeheldert. Verrykt met ontelbaare waarnemingen van nooit ontdekte zeldzaamhedenin de natuur. 2 Bände, Leiden 1737–1738 (Band 1, Band 2).
  - Bibel der Natur, worinnen die Insekten in gewisse Classen vertheilt, sorgfältig beschrieben, zergliedert, in saubern Kupferstichen vorgestellt, mit vielen Anmerkungen über die Seltenheiten der Natur erleutert, und zum Beweis der Allmacht und Weisheit des Schöpfers angewendet werden. Gleditsch, Leipzig 1752 (Digitalisat).
  - The book of nature; or, the history of insects: reduced to distinct classes, confirmed by particular instances, displayed in the anatomical analysis of many species. 2 Teile, London 1758  (Teil 2, Teil 2).
  - Histoire générale des insectes. Dijon / Paris 1758 (Digitalisat). 
    - Jean Ribbius, Utrecht 1685 (Digitalisat).